# Hunters Point Naval Shipyard
Hunters Point Naval Shipyard byla loděnice námořnictva Spojených států amerických, fungující v letech 1941–1974 na poloostrově Hunters Point na jihovýchodě San Franciska. Už před jejím vznikem se v její lokalitě od roku 1870 nacházela malá civilní loděnice. Za druhé světové války i později byla loděnice významným oprávárenským centrem. Přímo postavila pouze několik válečných lodí. Od roku 1974 začaly v jejím areálu působit i civilní společnosti a od roku 1976 se v něm rozvíjí největší americká umělecká komunita The Point. Roku 1994 námořnictvo v oblasti zcela ukončilo činnost. Část pozemků získalo město s cílem jeho transformace, přičemž velká část ještě v roce 2023 zůstala v majetku námořnictva.

## Historie

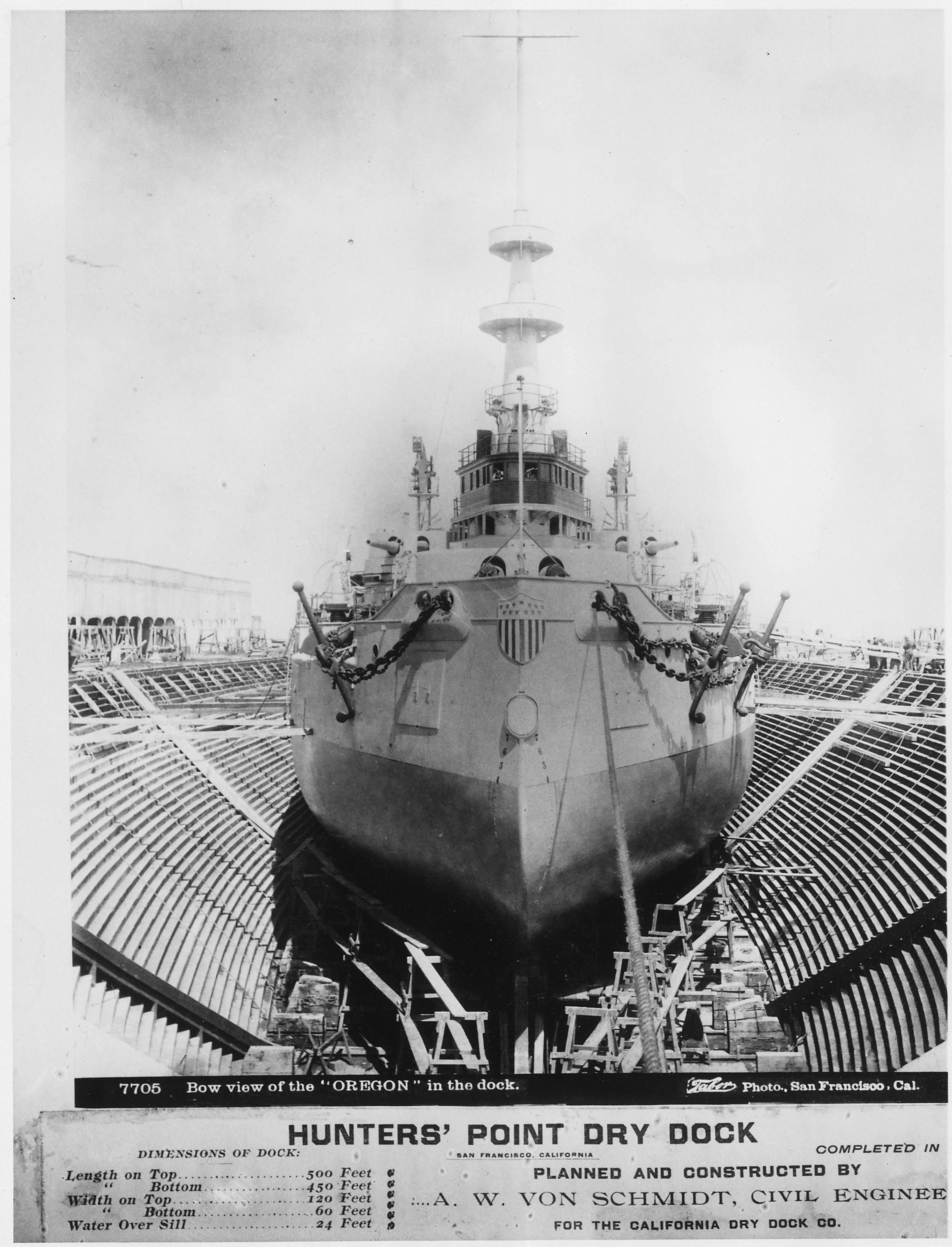
Bitevní loď USS Oregon (BB-3) v suchém doku přibližně v roce 1900

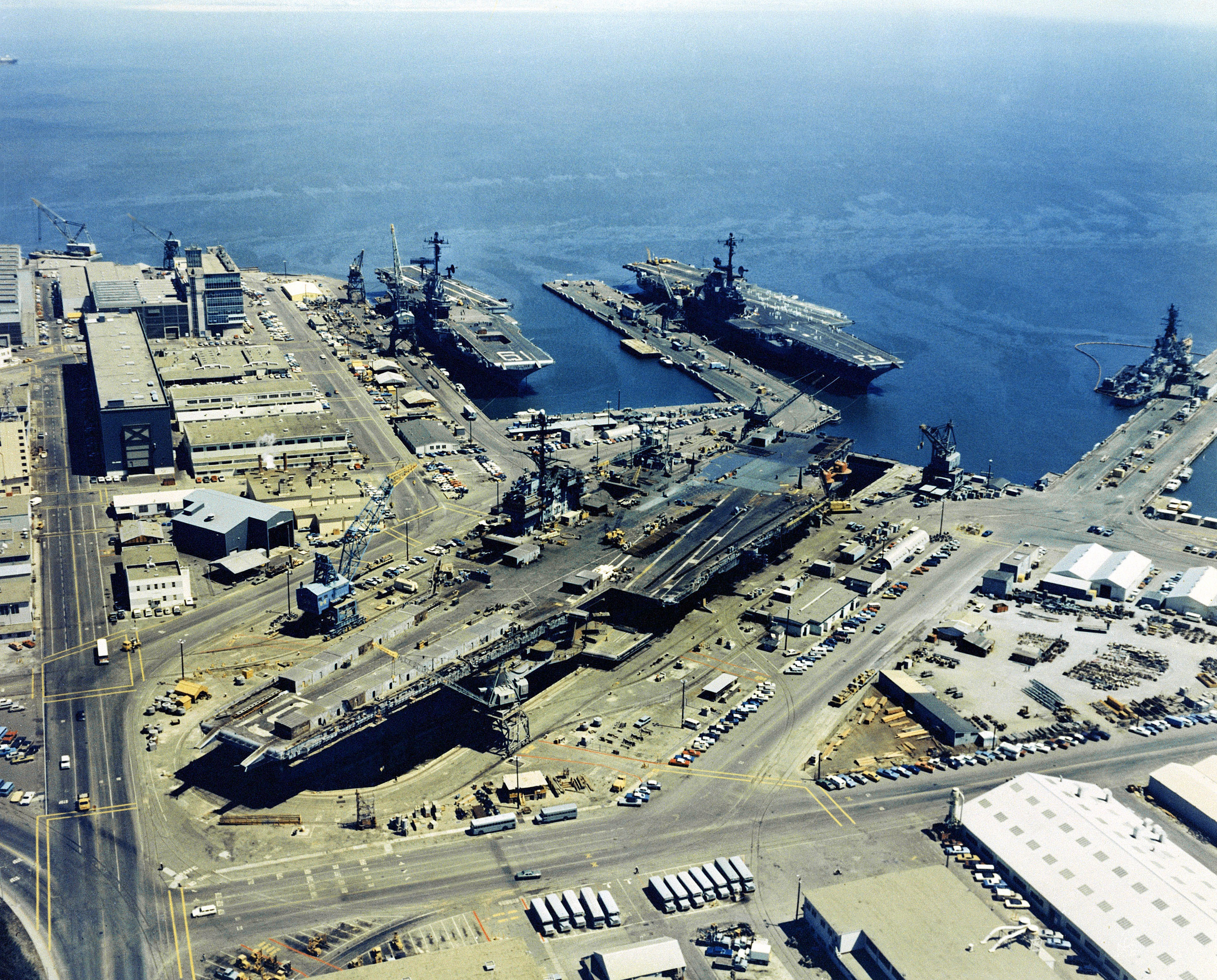
Tři americké letadlové lodě v loděnici v roce 1971. Zatímco letadlová loď USS Ranger (CVA-61) je v suchém doku, u mola kotví USS Coral Sea (CV-43) a USS Hancock (CV-19).

Punta de Concha byl španělský název významného poloostrova v San Francisku, který je dnes známý jako Hunters Point. Pro domorodý kmen Ohlone se totiž jednalo o oblíbenou rybářskou lokalitu. Název Punta de Concha se poprvé objevil na mapě Plano del Puerto de San Francisco z roku 1776, vytvořené lodivodem José de Canizaresem ze španělského plavidla San Carlos mapujícího Sanfranciský záliv.
Roku 1866 bylo třicet akrů pozemků na poloostrově Hunters Point vyčleněno pro stavbu suchého doku. Společnost California Dry Dock Company suchý dok otevřela roku 1867 jako první suchý dok na americkém západním pobřeží. Jako připlula na opravu loď Colorado. Později byl dokončen druhý dok. Roku 1903 byl otevřen třetí suchý dok, největší na západním pobřeží USA. Areál později získala americká společnost Bethlehem Steel, která jej pojmenovala Hunters Point Drydocks a začlenila jej do své loděnice Union Iron Works. V průběhu 19. století zároveň na poloostrově vznikla významná komunita čínských rybářů, zaměřujících se na lov krevet.
Roku 1940 Hunters Point Drydocks koupilo americké námořnictvo a připojením rozsáhlých okolních pozemků poloostrov proměnilo v rozsáhlý komplex určený k opravám a údržbě tichomořské flotily. Souběžně zanikly poslední tábory čínských lovců krevet. Provoz zahájila 18. prosince 1941 jako San Francisco Naval Shipyard a ihned se stala velmi významným opravárenským centrem. Opravy bojových poškození v ní prodělalo šest letadlových lodí, sedmnáct torpédoborců, tři ponorky a výsadkové plavidlo. Do roku 1945 se loděnice rozrostla na 979 akrů pozemků, šest suchých doků o délce od 128 do 332 metrů, dvě stě budov, pět mil kotvišť a sedmnáct mil železničních tratí. Za války v loděnici pracovalo více než 18 000 osob (odhadem třetina Afroameričanů), z nichž mnozí se usadili v přilehlé čtvrti Bayview. Ostatně ve čtvrti Bayview-Hunters Point a jejím okolí pro ně bylo postaveno 12 000 nových domů.
V roce 1947 byl v loděnici instalován největší portálový jeřáb na světě, jehož výrobcem byla společnost American Bridge Company. Svými parametry překonal jeřáb YD-171, známý jako Herman the German. Jeřáb byl navržen, aby dokázal zvedat celé dělové věže bitevních lodí. Roku 1959 v loděnici probíhala Operace Skycatch, která byla součástí vývoje balistických raket Polaris.
V letech 1965–1970 byly loděnice San Francisco Naval Shipyard a Mare Island Naval Shipyard sloučeny do loděnice San Francisco Bay Naval Shipyard. Loděnice tvořily divize San Francisco Bay Naval Shipyard Hunters Point Division a San Francisco Bay Naval Shipyard Mare Island Division. Sloučení se však neosvědčilo, takže byly opět rozděleny. Roku 1974 byla loděnice přejmenována Hunters Point Naval Shipyard, její činnost byla zastavena a více než 5000 pracovníků propuštěno, nebo přeřazeno. Námořnictvo začalo pozemky pronajímat soukromým uživatelům (potravinářství, opravy lodí aj.). Roku 1976 sochař Jacques Terzian přeměnil jedno ze skladišť v umělecký ateliér, do kterého pozval další umělce. V bývalých objektech námořnictva postupně vznikly ateliéry využívané stovkami umělců. Roku 1983 založili největší americkou uměleckou kolonii The Point. V roce 1985 námořnictvo zveřejnilo plány na přestavbu Hunters Point na základnu pro bitevní loď USS Missouri (BB-63). Plán vyvolal silné protesty místních umělců i širší veřejnosti, takže byl v roce 1989 zrušen.
Roku 1991 bylo rozhodnuto o uzavření vojenské základny, k čemuž došlo roku 1994. V roce 2000 město San Francisco přijalo plán přestavby Bayview-Hunters Point. V roce 2004 námořnictvo převedlo první pozemek v areálu bývalé loděnice na město San Francisco. V létě 2013 byla zahájena první etapa výstavby prvních domů v areálu loděnice. Jak však upozornil časopis Forbes, ještě v roce 2023 zůstávala velká část pozemků v majetku námořnictva, neboť jejich transformaci komplikovalo znečištění (radiologické a chemické).

## Plavidla

### Křižníky
- Třída Belknap
  - USS Horne (CG-30)

- Třída Leahy
  - USS Halsey (DLG-23)

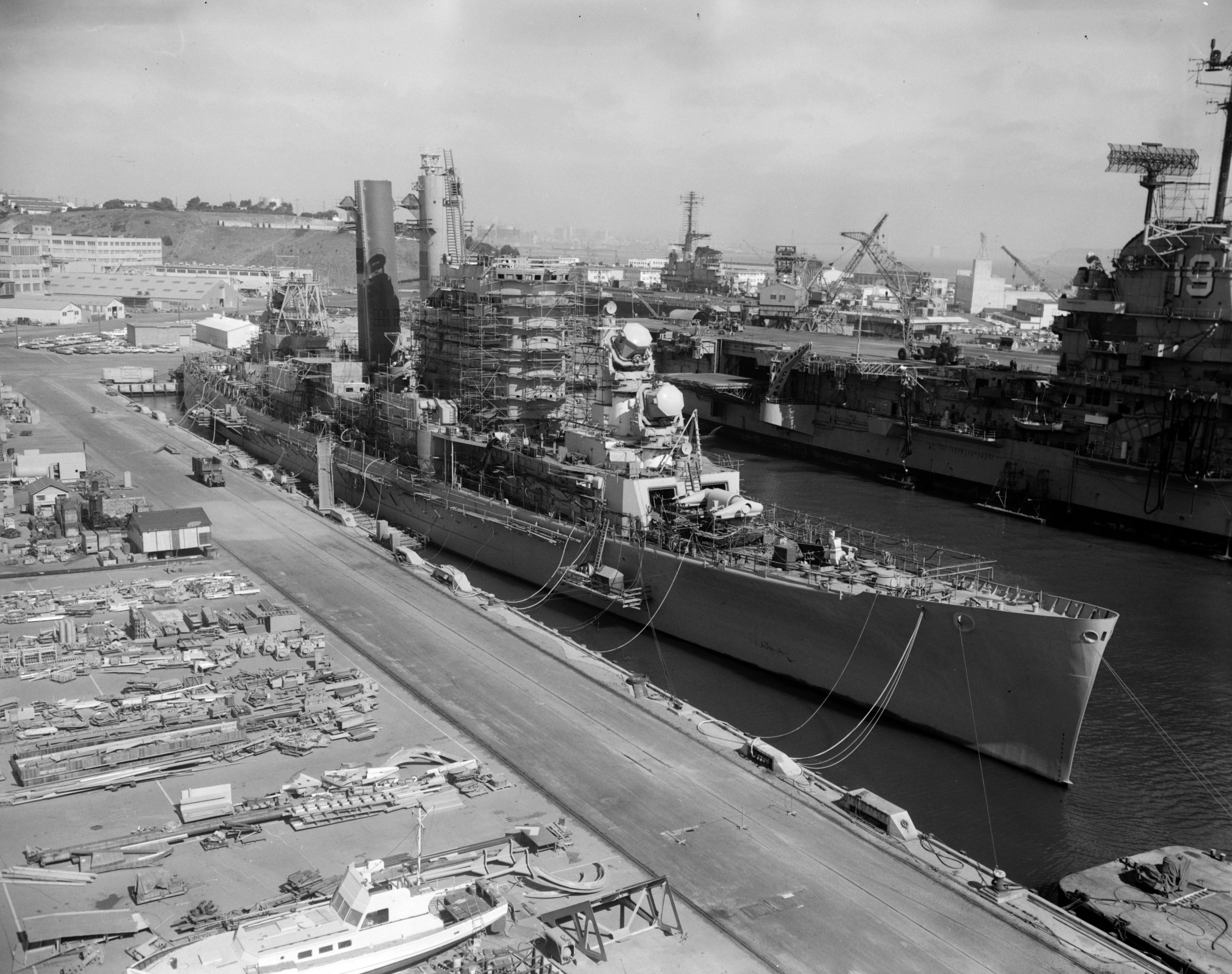
Přestavba těžkého křižníku USS Chicago (CA-136) na raketový křižník USS Chicago (CG-11)

- Třída Albany – přestavba těžkého na raketový křižník
  - USS Chicago (CG-11)

### Torpédoborce
- Třída Farragut
  - USS Mahan (DDG-42)